# David Vázquez López
David Vázquez López (Cerdanyola del Vallès, 10 de febrer de 1979), és un ciclista català, especialitzat en el ciclisme de muntanya, concretament en el descens. El 2007 va aconseguir el Campionat d'Europa d'aquesta especialitat.

## Palmarès
- 1997
  - 2n al Campionat del món júnior en Descens
  -  Campió d'Europa júnior en Descens
- 1998
  - 2n a la Copa del món en Descens
- 2000
  - 3r a la Copa del món en Descens
  -  Campió d'Espanya en Descens
- 2003
  -  Campió d'Espanya en Descens
- 2006
  -  Campió d'Espanya en Descens
- 2007
  -  Campió d'Europa en Descens
  -  Campió d'Espanya en Descens